# Vitus
Sfântul Vitus (n. 290 d.Hr., Mazara del Vallo, Sicilia, Regatul Italiei – d. 303 d.Hr., Basilicata, Italia) a murit ca martir sub Dioclețian. Este sărbătorit ca sfânt în Biserica Catolică și este unul dintre cei paisprezece ajutători.

## Iconografie
Martiriul Sfântului Vitus este o temă artistică: Vitus este reprezentat într-o căldare cu ulei clocotit. Un exemplu în acest sens este altarul Sfântului Vitus (1514/17) al Bisericii Sfântul Vitus din Flein.

## Imagini

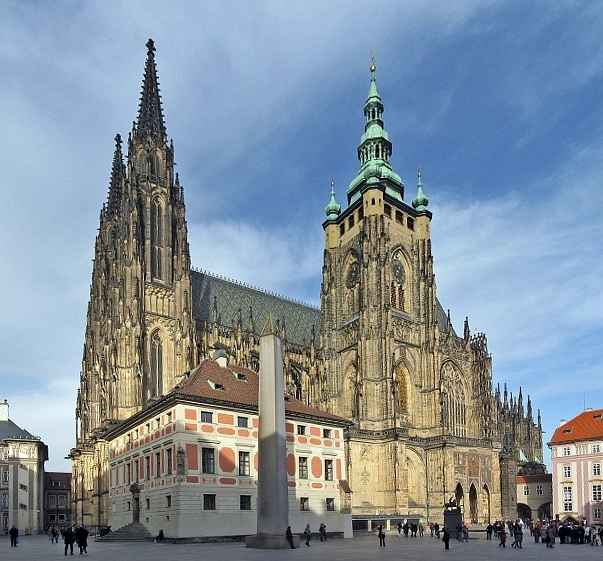
Catedrala Sfântul Vitus din Praga
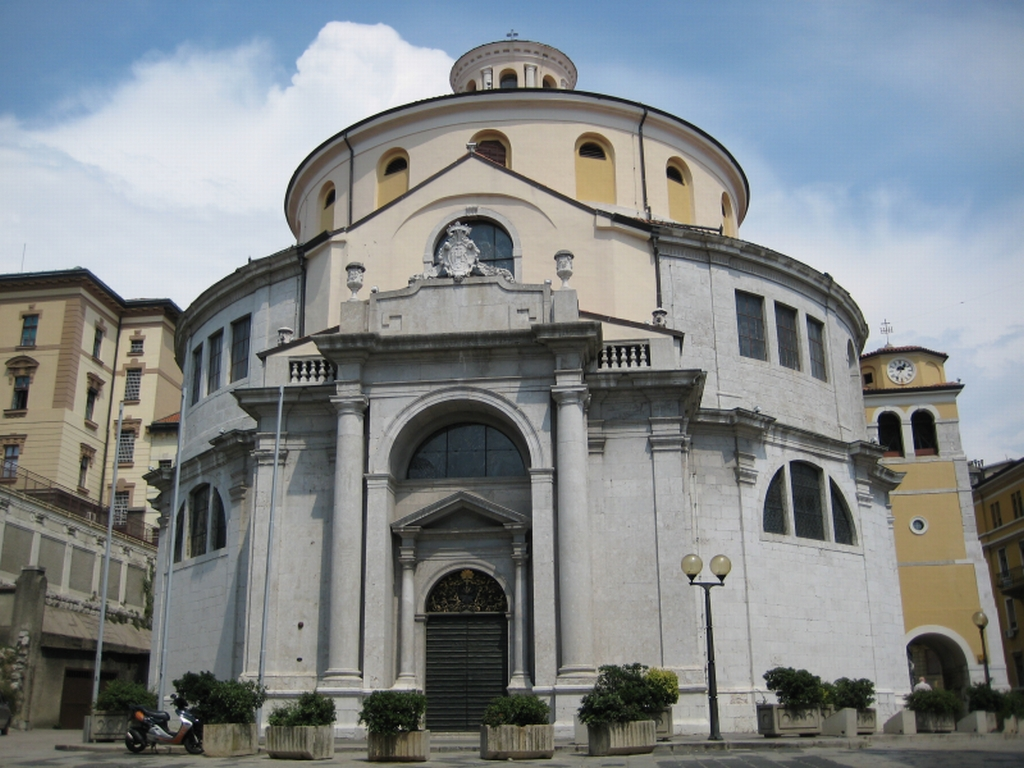
Catedrala Sfântul Vitus din Rijeka
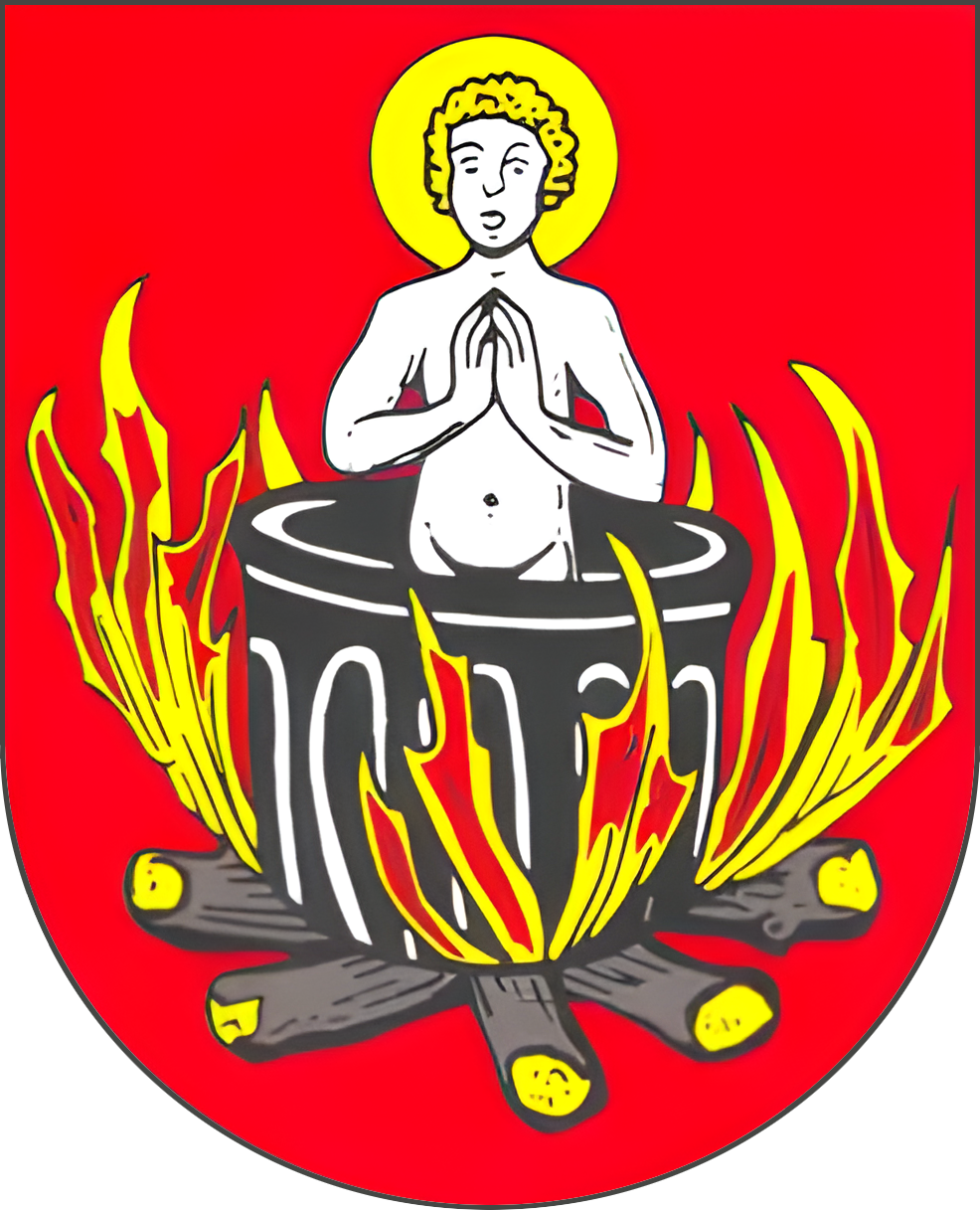
Stema localității Sankt Veit im Pongau, Austria
Stema orașului Veitshöchheim, Germania